# Devin Sibley
Devin Sibley (Knoxville, Tennessee, 9 de febrero de 1996) es un exbaloncestista estadounidense que disputó dos temporadas como profesional. Con 1,88 metros de estatura, jugaba en la posición de base.

## Trayectoria deportiva

### Universidad
Jugó cuatro temporadas con los Paladins de la Universidad Furman, en las que promedió 13,6 puntos, 3,7 rebotes y 1,7 asistencias por partido. En su primera temporada fue elegido Freshman del Año de la Southern Conference, mientras que en las dos últimas fue incluido en el mejor quinteto de la conferencia. Además, en 2017 ganó el premio al Jugador del Año de la SoCon, tanto para los entrenadores como para la prensa especializada.

### Profesional
Tras no ser elegido en el Draft de la NBA de 2018, firmó su primer contrato profesional con el equipo sueco de los Köping Stars. pero solo disputó siete partidos, promediando 11,0 puntos y 4,0 rebotes, antes de dejar el equipo en el mes de diciembre.
En agosto de 2019 firmó con el equipo georgiano del BC Titebi, pero permaneció poco tiempo, ya que diciembre del mismo año firmó con los Halifax Hurricanes de la NBL Canadá. Jugó sólo ocho partidos saliendo como suplente, promediando 4,0 puntos y 2,1 asistencias. Tras ser cortado en febrero de 2020 se unió al también equipo canadiense de los Island Storm.